# Елевиш
Елевиш (на гръцки: Λεβαία, Левеа, до 1926 година Έλλεβη, Елеви) е село в Егейска Македония, Гърция, в дем Суровичево (Аминдео), област Западна Македония.

## География
Селото е разположено на 2 километра северно от Чалджиево (Филотас) в коловината Саръгьол.

## История

### В Османската империя
Според „Етнография на вилаетите Адрианопол, Монастир и Салоника“, издадена в Константинопол в 1878 година и отразяваща статистиката на населението от 1873 година, Елевиш (Elevich) е село в каза Джумали с 20 домакинства и 48 жители българи.
В 1889 година Стефан Веркович пише за Елевиш:
| „ | Оттук [Чалджиево] на половин час на запад над езерото също на Лариския път е разположено село Елевеш със 150 мохамедански къщи. Данъкът на това село е 17900 пиастри. | “ |

Според статистиката на Васил Кънчов („Македония. Етнография и статистика“) в 1900 година Елевишъ има 700 жители турци.
На Етнографската карта на Битолския вилает на Картографския институт в София от 1901 година Елевиш е чисто турско село в Леринската каза на Битолския санджак със 100 къщи.

### В Гърция
През Балканската война в селото влизат гръцки части и след Междусъюзническата попада в Гърция. В 1912 година Елевиш е населено с 900 турци, които по силата на Лозанския договор са изселени, а на тяхно място са заселени християни бежанци, предимно от Понт, Тракия и Мала Азия. Боривое Милоевич пише в 1921 година („Южна Македония“), че Елевиш има 50 къщи турци.
В 1926 година селото е прекръстено на Лакия, а после на Левеа. В 1928 година Елевиш е чисто бежанско с 232 бежански семейства и 973 жители бежанци. В 1940 година селото е населено от 1000 жители бежанци.
До 2011 година селото е част от дем Елевиш.
| Име          | Име           | Ново име         | Ново име          | Описание                                               |
| ------------ | ------------- | ---------------- | ----------------- | ------------------------------------------------------ |
| Чикмал Гьолу | Τσικμαλγιολού | Адйексодон       | Άδιέξοδον         | местност на ЮЗ от Елевиш и на СЗ от Чалджиево          |
| Рудина       | Ρουντίνα      | Лохагу Делапорта | Λοχαγού Δελαπόρτα | възвишение на З от Елевиш и на ЮИ от Гулинци (640,2 m) |
| Коста Бора   | Κώστα Μπόρα   | Коста            | Κώστα             | местност на З от Елевиш                                |

Преброявания
- 2001 - 826 души
- 2011 - 919 души